# Wright’s Tavern
Die Wright’s Tavern (auch Wright Tavern) ist eine historische, ehemalige Gaststätte in Concord im Bundesstaat Massachusetts der Vereinigten Staaten. Das Gebäude spielte eine wichtige Rolle zu Beginn der Amerikanischen Revolution und wurde daher 1961 als National Historic Landmark ausgezeichnet. Nach der Eintragung in das National Register of Historic Places fünf Jahre später folgte 1977 die Aufnahme als Contributing Property des Concord Monument Square-Lexington Road Historic District.

## Architektur

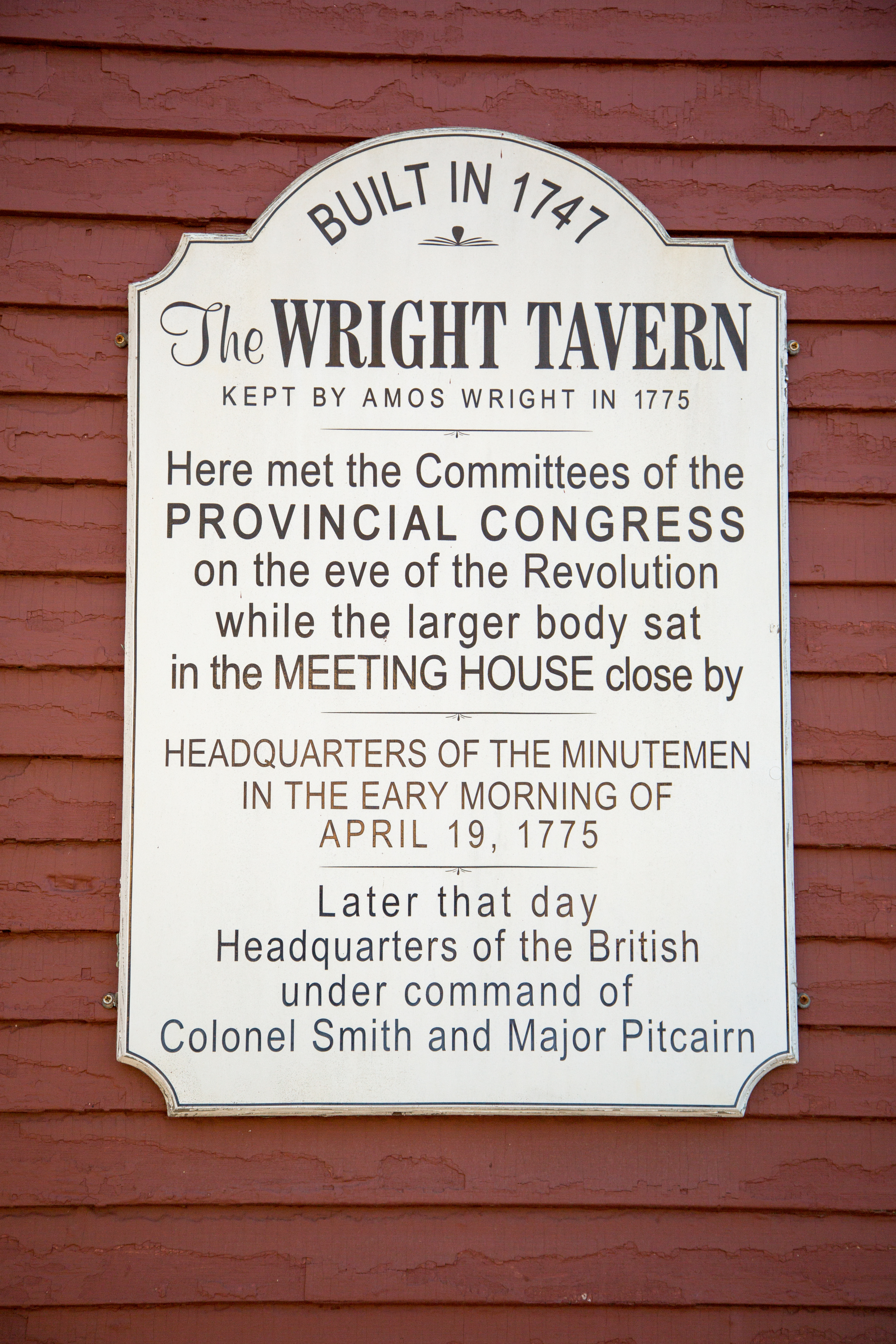
Tafel an der Außenseite des Hauses

Das Gasthaus befindet sich im Zentrum der Stadt an der Südseite des Monument Square und gehört heute der benachbarten Gemeinde der First Parish Church. Das Gebäude besteht aus einem älteren, 1747 errichteten Teil sowie zwei Anbauten aus dem 19. Jahrhundert bzw. aus den 1920er Jahren. Während der älteste Abschnitt zweieinhalb Stockwerke hoch ist und über ein Monitordach verfügt, ragt der erste Anbau zwei Stockwerke auf und besitzt ein Giebeldach. Der zweite, einstöckige Anbau mit Flachdach diente als Erweiterung des Gastraums für das Hotel, das zu diesem Zeitpunkt in dem Gebäude ansässig war. Die Ecken des Anbaus zieren jeweils zwei Pilaster Ionischer Ordnung. Die Eingänge befinden sich an der Nordost- bzw. Südostseite des Hauptgebäudes.

## Historische Bedeutung
Das Gasthaus wurde 1747 auf einem Stück Land errichtet, das Ephraim Jones von der Stadt für 30 Pfund (heute ca. 5.100 Pfund) erworben hatte. Da Jones Mitglied der Stadtverwaltung und zugleich Captain des örtlichen Militärs war, wurde seine Gaststätte schnell zu einem Mittelpunkt politischer, militärischer und gesellschaftlicher Aktivitäten. Die Stadtverwaltung hielt dort viele ihrer Zusammenkünfte ab, und Jones besaß zudem die Lizenz zum Rumausschank an Militärangehörige. Doch es kamen auch regelmäßig Gäste, die keiner der beiden Gruppierungen angehörten.
1751 verkaufte Jones das Gasthaus an seinen Wettbewerber Thomas Munroe, der jedoch 1766 starb. Schließlich kaufte Daniel Taylor das Haus und vermietete es an verschiedene Pächter, bis 1775 Amos Wright, nach dem das Gasthaus bis heute benannt ist, die Taverne als neuer Pächter übernahm.
Am 11. Oktober 1774 gründeten 300 Delegierte der Städte von Massachusetts unter der Leitung von John Hancock und Benjamin Lincoln den Massachusetts Provincial Congress und beanspruchten die Regierungsgewalt über die Province of Massachusetts Bay. Während der Kongress für seine Zusammenkünfte das Gemeindehaus der First Parish Church nutzte, trafen sich kleinere Gruppierungen zu Ausschusssitzungen in der benachbarten Wright’s Tavern. Der zunächst fünf Tage lang tagende Kongress kam am 15. April 1775 noch einmal für vier Wochen zusammen und beschloss die Einstellung der Steuerzahlungen an König Georg III. sowie die Aufstellung einer Armee.
Vier Tage später wurde eine britische Patrouille von Boston nach Concord gesandt, um koloniale Militärgüter zu beschlagnahmen. Samuel Prescott konnte die Kolonisten jedoch warnen, die sich in Wright’s Tavern trafen, um Gegenmaßnahmen zu besprechen. Nach dem Ende des Amerikanischen Unabhängigkeitskriegs diente das ehemalige Gasthaus unter anderem als Bäckerei und Schuhhandel, bis es 1886 von zwei Einwohnern aus Concorde erworben und der First Parish Church geschenkt wurde. Daraufhin wurden dort nacheinander ein Hotel, ein Wohnhaus und ein Restaurant betrieben. Heute befinden sich dort Büros der Gemeinde sowie extern vermietete Räume.